# 9012Live: The Solos
9012Live: The Solos es el tercer álbum en directo de la banda británica de rock progresivo Yes, lanzado en noviembre de 1985 por Atco Records.

## Detalles
El disco consta de 5 "solos" de los miembros de la banda, es decir uno por cabeza, incluyendo a Jon Anderson, quien interpreta la última parte del tema de 1974 "The Gates of Delirium", llamada "Soon".
Chris Squire interpreta el solo más largo del disco, el cual abarca cerca de 11 minutos, a lo largo de dos temas, aunque está compartido con el baterista Alan White, también se incluyen dos canciones en formato normal, grabadas durante la gira de 90125.
9012Live: The Solos es seguramente uno de los discos más atípicos de Yes, por su contenido, estructura, y por sus escasos 33 minutos y pico, siendo a veces considerado un mini álbum.

## Lista de canciones
Lado A
1. Hold On – 6:44
2. Si (solo de Tony Kaye) – 2:31
3. Solly's Beard (solo de Trevor Rabin) – 4:45
4. Soon (solo de Jon Anderson) – 2:08

Lado B
1. Changes – 6:58
2. Amazing Grace (solo de Chris Squire) – 2:14
3. Whitefish (solo de Alan White & Chris Squire) – 8:33

## Personal
- Jon Anderson - voz, teclados
- Chris Squire - bajo, voz
- Trevor Rabin - guitarra, voz
- Tony Kaye - teclados, voz
- Alan White - batería, voz

Músico invitado
- Casey Young - teclados adicionales